# Kokošiće
Kokošiće (Servisch cyrillisch Кокошиће) is een plaats in de Servische gemeente Sjenica. De plaats telt 124 inwoners (2002).